# 条纹鬘螺
条纹鬘螺（学名：Phalium flammiferum），是异足目唐冠螺科鬘螺属的一种。主要分布于韩国、中国大陆、台湾，常栖息在浅海沙底、低潮线以下。